# The End of the Feud (film, 1912)
Pour l’article homonyme, voir The End of the Feud (film, 1914).

The End of the Feud est un film muet américain réalisé par Allan Dwan et sorti en 1912.

## Fiche technique
- Réalisation : Allan Dwan
- Date de sortie : États-Unis : 2 mai 1912

## Distribution
- J. Warren Kerrigan : Bruce Jackson
- Pauline Bush : Margaret Perriwell
- Jack Richardson
- Jessalyn Van Trump